# Chris Hermansen
Chris Hermansen (født 23. januar 1975) er en dansk tidligere fodboldspiller og nuværende fodboldtræner.

## Spillerkarriere
Chris Hermansen var med på det Herfølgehold, der vandt Superligaen 1999-00. Han var vendt tilbage til holdet midt i sæsonen fra AB.

## Trænerkarriere
Efter sin aktive spillerkarriere blev han træner. I sommeren 2018 førte han Fredericia KFUM's serie 3-hold til oprykning til serie 2.